# Academia Futebol Clube
A Academia Futebol Clube, (mais conhecido simplesmente como Academia) é um clube brasileiro de futebol com sede na cidade de Rondonópolis, estado do Mato Grosso.

## História
O Clube fundado em junho de 2016 é voltado para a formação de jogadores. Tinha planos para estreia no futebol profissional disputando o Campeonato Mato-Grossense de Futebol de 2017 - Segunda Divisão. O clube de Rondonópolis estreou oficialmente em competições profissionais em 2021, jogando a Segunda Divisão Matogrossense.
Em Agosto de 2021, a Academia chegou na final da Segunda Divisão, perdendo para o estreante Sport Sinop por 2 a 0. Mesmo com a derrota, garantiu acesso para o Campeonato Mato-Grossense de 2022.
Logo na estreia na elite estadual em 2022 garantiu vaga nas quartas de final. Enfrentou o Dom Bosco e chegou a empatar o primeiro jogo fora de casa por 1 x 1. Mas no jogo da volta perdeu em casa por 1 x 0 e foi eliminado.
No estadual de 2023 também garantiu vaga nas quartas de final. Enfrentou o Operário VG e venceu o primeiro jogo em casa por 1 x 0. Mas no jogo da volta perdeu fora de casa por 1 x 0, levando a decisão para os pênaltis, onde perdeu por 4 x 3, e foi eliminado.
No estadual de 2024 fez uma campanha mais sofrida chegando na última rodada correndo risco de rebaixamento. Acabou escapando do rebaixamento na última rodada, mesmo perdendo por 1 x 0 para o Operário VG, fechando em oitavo lugar, com seis pontos.
Em 2025,O Clube Fez Uma Campanha Péssima No Campeonato Mato-Grossense E Sendo Rebaixado Com 1 Ponto Em 8 Jogos.

## Estatísticas
|  | Participações em 2025 |

| Competição  | Competição                | Temporadas | Melhor campanha           | Estreia | Última | P | R |
| Mato Grosso | Campeonato Mato-Grossense | 4          | 6º colocado (2022 e 2023) | 2022    | 2025   |   | 1 |
| Mato Grosso | 2ª Divisão                | 1          | Vice-campeão (2021)       | 2021    | 2021   | 1 |   |
| Mato Grosso | Copa FMF                  | 1          | Semifinal (2024)          | 2024    | 2024   |   |   |